# 庚子 (西凉)
庚子（400年十一月—404年十二月）是十六国時期西涼政權，西涼太祖武昭王的年號，共計4年餘。

## 纪年
| 庚子 | 元年  | 二年  | 三年  | 四年  | 五年  |
| ---- | ----- | ----- | ----- | ----- | ----- |
| 公元 | 400年 | 401年 | 402年 | 403年 | 404年 |
| 干支 | 庚子  | 辛丑  | 壬寅  | 癸卯  | 甲辰  |

## 同期存在的其他政權年號
- 中國
  - 隆安（397年－401年）：東晉皇帝晋安帝司马德宗的年号
  - 元兴（402年－404年）：東晉皇帝晋安帝司马德宗的年号
  - 大亨（402年）：東晉皇帝晋安帝司马德宗的年号
  - 永始（403年－404年）：桓玄年号
  - 弘始（399年－416年）：后秦政权姚兴年号
  - 长乐（399年－401年）：后燕政权慕容盛年号
  - 光始（401年－406年）：后燕政权慕容熙年号
  - 建平（400年－405年）：南燕政权慕容德年号
  - 咸寧（399年－401年）：后凉政权呂纂年号
  - 神鼎（401年－403年）：后凉政权吕隆年号
  - 建和（400年－402年）：南凉政权秃发利鹿孤年号
  - 弘昌（402年－404年）：南凉政权秃发傉檀年号
  - 天玺（399年－401年）：北凉政权段业年号
  - 永安（401年－412年）：北凉政权沮渠蒙逊年号
  - 天兴（398年－404年）：北魏政权拓跋珪年号
  - 天赐（404年－409年）：北魏政权拓跋珪年号

## 深入閱讀
1. 李崇智，《中国历代年号考》，中华书局，2001年1月 ISBN 7101025129

| 前一年號： 無 | 西涼年号 庚子 | 下一年號： 建初 |